# Розенборг
Розенборг (дан. Rosenborg Slot) — невеликий замок епохи відродження в центрі данської столиці Копенгагена, колишня королівська резиденція. Був заснований Кристіаном IV на початку XVII століття. В замку зберігаються і експонуються Данська королівська колекція і коштовності.
Замкові сади також створені за Кристіана IV в стилі ренесанс і є найстарішими королівськими садами Данії. Це улюблене місце відпочинку мешканців міста і туристів, яке відвідують приблизно 2,5 мільйонів осіб на рік.

## Історія

### Заснування
Данський король Кристіан IV вирішивши побудувати літній будиночок в нових королівських садах, в лютому 1606 року придбав 46 приватних земельних ділянок за межами північно-східний валів Копенгагена. Він об'єднав деякі з них в формі саду (пізніше Розенборзькі замкові сади), в якому він побудував «альтанку». Альтанка, двоповерхова цегляна будівля з баштою і шпилем на південно-західній стороні і еркером на північно-східній стороні, була готова 1607 року.

## Галерея

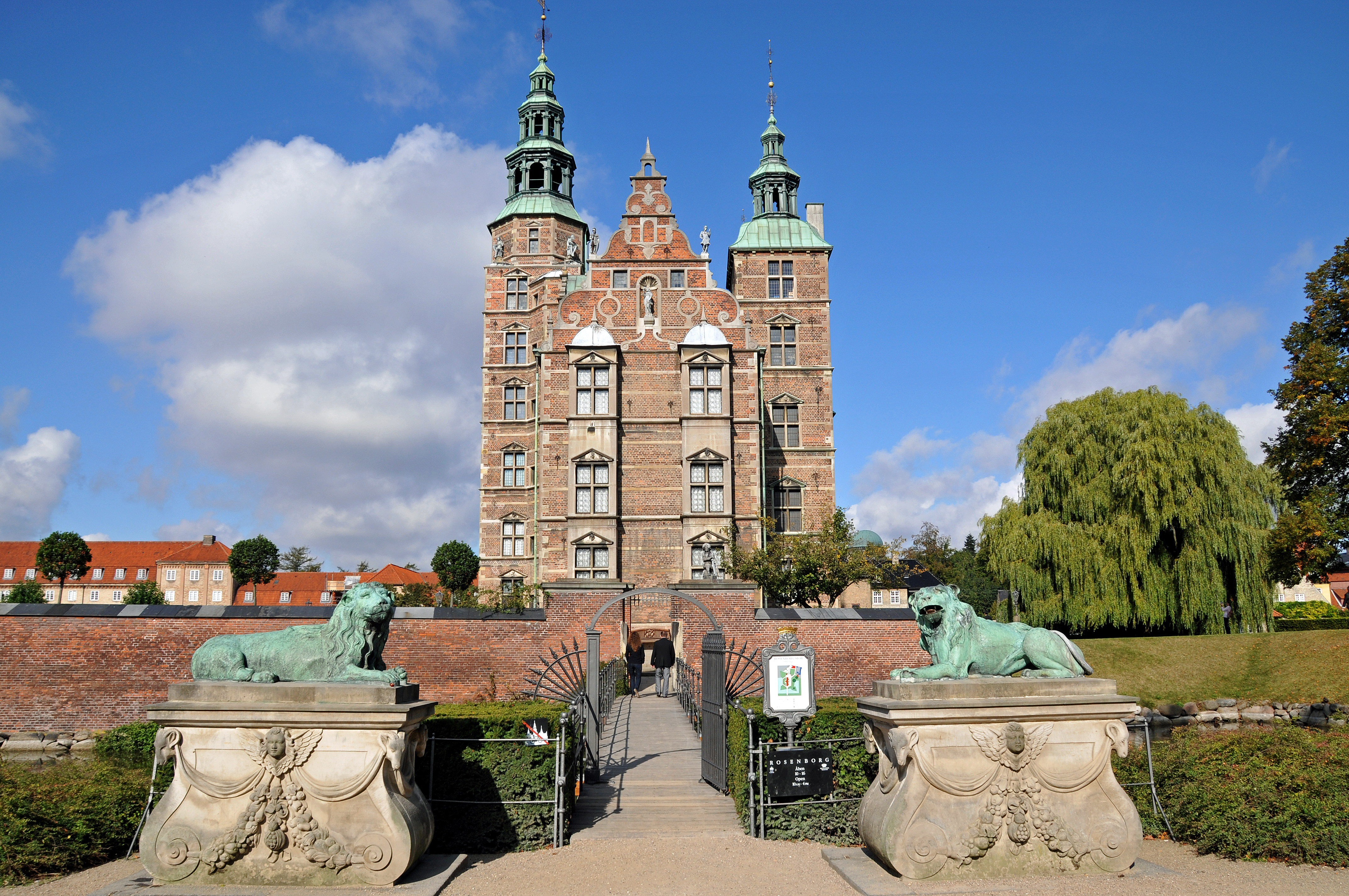
Парковий вхід
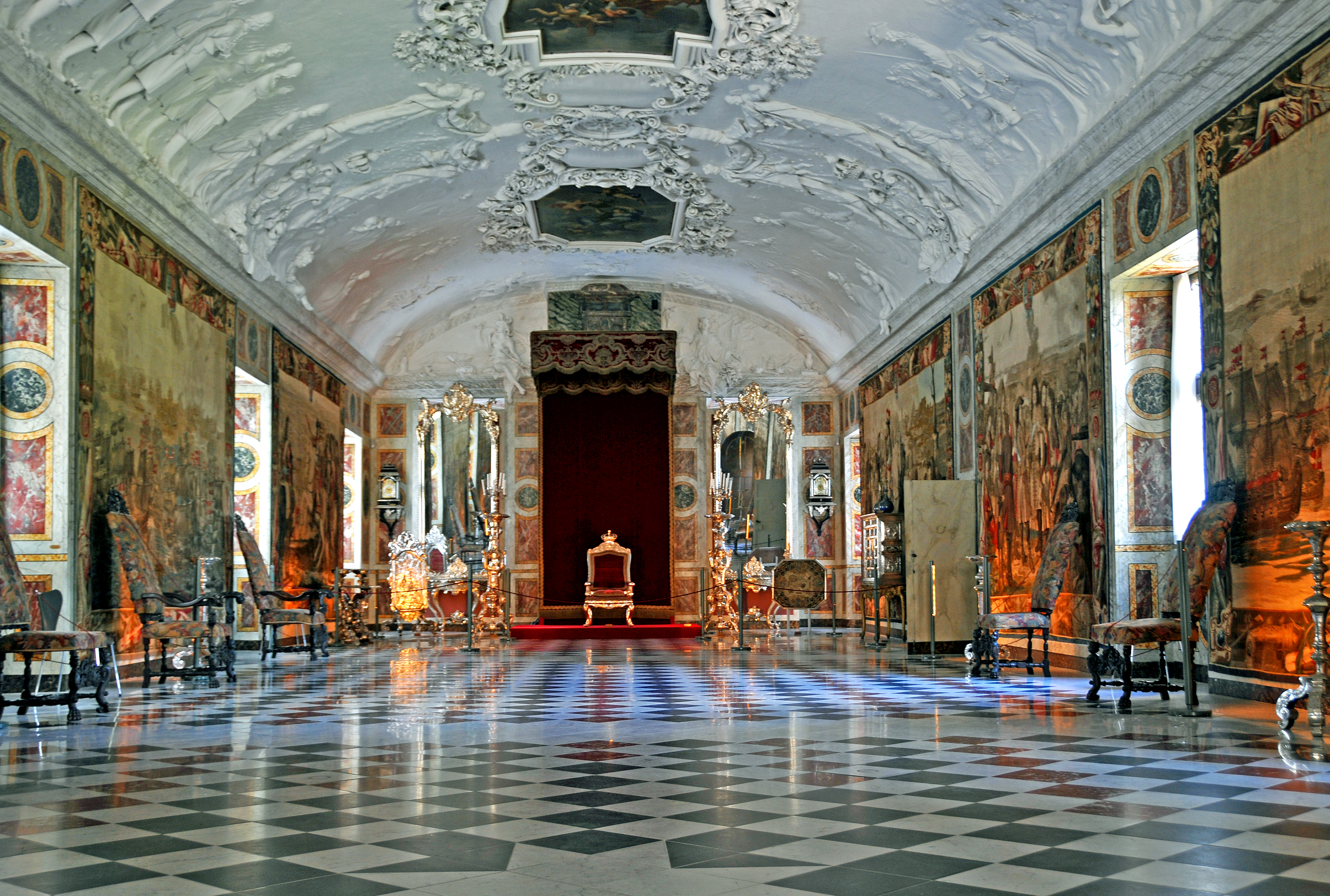
Лицарський зал
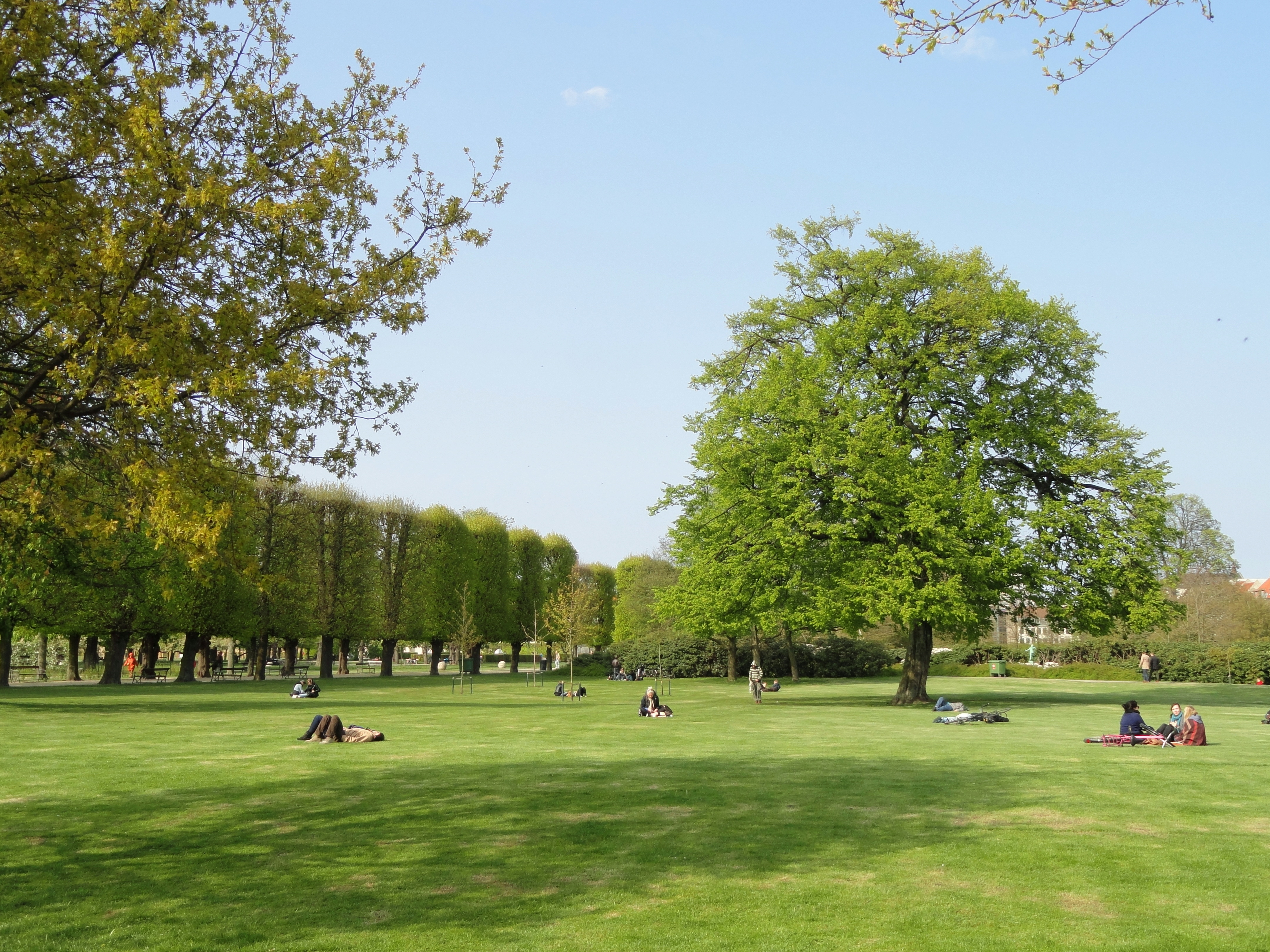
Замковий парк
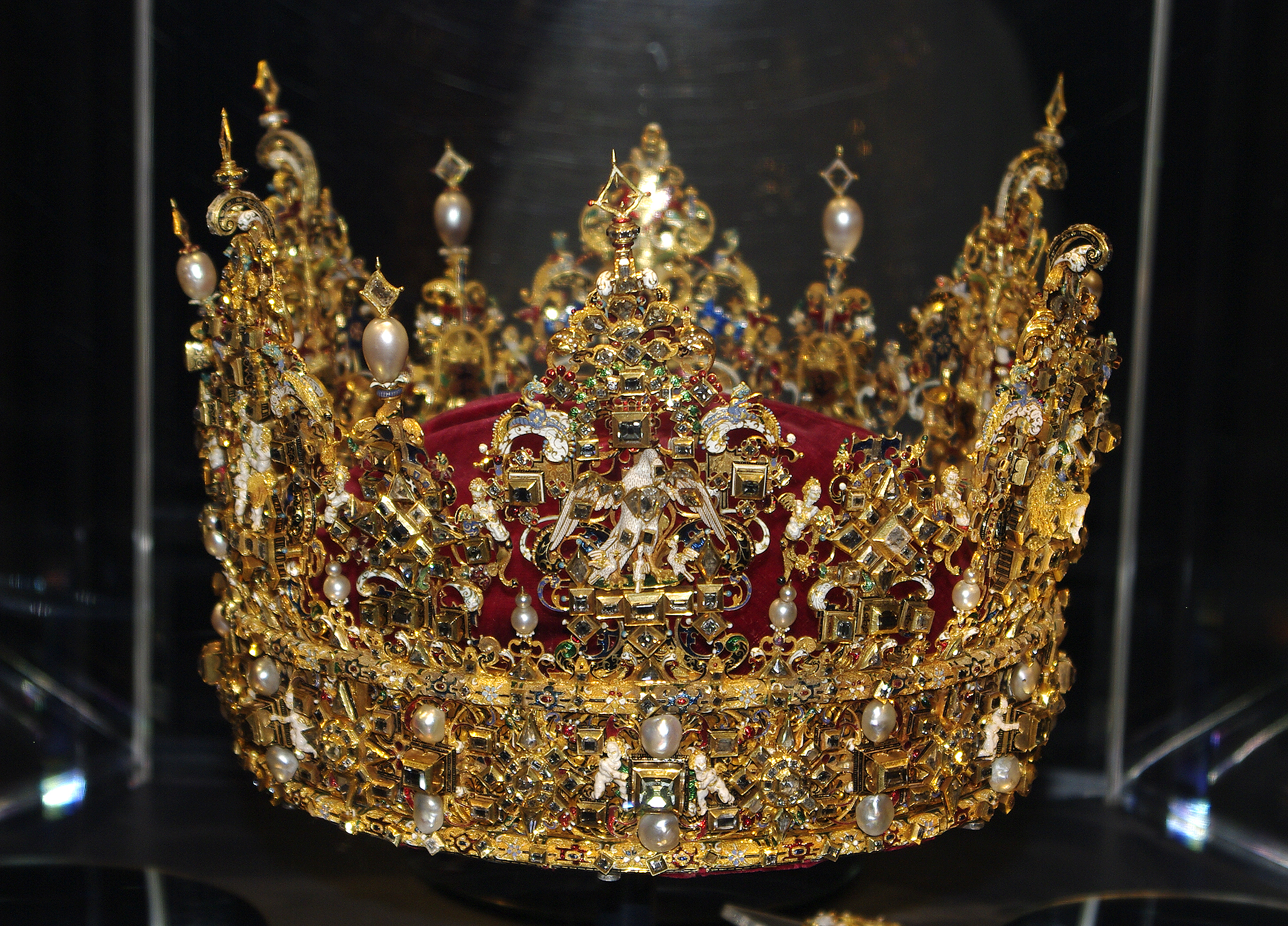
Корона з коронації Кристіана IV